# Sãofranciscomoortiran
De sãofranciscomoortiran (Knipolegus franciscanus) is een zangvogel uit de familie Tyrannidae (tirannen).

## Kenmerken
De sãofranciscomoortiran is een kleine zangvogel met een lengte van 16 centimeter. Deze soort vertoont seksuele dimorfie. Het mannetje is geheel glanzend zwart met grijze snavel en deels witte ondervleugels. Het vrouwtje verschilt sterk van het mannetje, ze is van boven grijs en van onder crèmekleurige. Beide geslachten hebben een rode iris.

## Verspreiding en leefgebied
Deze vogel is endemisch in Brazilië en komt voor in Minas Gerais, Goiás en Bahia. Zijn natuurlijke habitat bestaat uit droogbos en scrubland. De habitats bevinden zich op een hoogte tot 1200 meter boven zeeniveau in het bioom Cerrado.

## Voeding
De sãofranciscomoortiran voedt zich met insecten. Hij zoekt zijn voedsel in de rivier São Francisco.

## Status
De grootte van de populatie is niet gekwantificeerd, maar door habitatverlies nemen de aantallen – hetzij minder snel – af. Om deze redenen staat de sãofranciscomoortiran als niet bedreigd op de Rode Lijst van de IUCN.